# Narrenturm (Vídeň)
Narrenturm (Bláznova věž) ve vídeňském Alsergrundu byla nejstarší psychiatrickou léčebnou kontinentální Evropy, vybudovanou z podnětu císaře Josefa II. v roce 1784 jako součást staré vídeňské všeobecné nemocnice. Dnes v budově sídlí Patologicko-anatomické muzeum, které je od roku 2012 součástí vídeňského Přírodovědného muzea.